# Peter Reißaus
Peter Reißaus (* 5. August 1961 in Kronberg) ist ein ehemaliger deutscher Basketballspieler. Er spielte für den TV Langen, den USC Heidelberg und Herzogtel Trier in der Basketball-Bundesliga.

## Laufbahn
1980 wechselte Reißaus von der TSG Sulzbach zur TV 1862 Langen in die 2. Basketball-Bundesliga. 1981 stieg der Flügelspieler mit Langen in die Bundesliga auf und spielte mit den Hessen fortan in der höchsten Liga Deutschlands.
1983 ging von Langen zum Bundesligisten USC Heidelberg. 1985 stieg er mit Heidelberg aus der Bundesliga ab und war ab 1985 mit Langen wieder in der höchsten deutschen Spielklasse vertreten. 1987 verließ er den TVL, später gehörte er noch zum Aufgebot des Bundesligisten Herzogtel Trier und spielte für den MTV Kronberg. In Kronberg war Reißaus auch als Trainer aktiv.